# Saint-André-Treize-Voies
Saint-André-Treize-Voies korábbi község Franciaország Loire mente régiójában, Vendée megyében. 2016. január 1-jén Mormaison és Saint-Sulpice-le-Verdon korábbi községgel egyesült és az így létrejött Montréverd új község része lett.
Lakosainak száma 1422 fő (2018. január 1.). Saint-André-Treize-Voies Mormaison és Saint-Sulpice-le-Verdon községekkel határos.

## Népesség
A település népessége az elmúlt években az alábbi módon változott:
| Lakosok száma | 940  | 931  | 827  | 813  | 895  | 1253 | 1389 | 1422 | 1466 | 1422 |
|               | 1962 | 1968 | 1975 | 1982 | 1990 | 2008 | 2013 | 2015 | 2017 | 2018 |

## Híres szülöttjei
- Maxime Bossis (1955–) Európa-bajnok labdarúgó